# III Republika Francuska
III Republika Francuska (fr. Troisième République) – forma ustrojowa państwa francuskiego, proklamowana 4 września 1870 roku. Trwała 70 lat, do klęski Francji, zawarcia separatystycznego rozejmu z III Rzeszą i udzielenia przez francuskie Zgromadzenie Narodowe 10 lipca 1940 roku nadzwyczajnych pełnomocnictw premierowi – marszałkowi Philippe’owi Pétainowi, który na ich podstawie ogłosił się „głową państwa francuskiego” (fr. L’État Français). Na tej zasadzie sukcesorem III Republiki była Francja Vichy.

## Historia

### Okres do I wojny światowej (1870–1914)
III Republika Francuska proklamowana została po klęsce w wojnie z Prusami i związanym z nią upadku II Cesarstwa. Po zakończeniu wojny domowej w 1871 roku pomiędzy rządem wersalskim a komunardami paryskimi, prezydentem III Republiki został dotychczasowy szef rządu Adolphe Thiers, głównie za zasługi w rozbiciu Komuny Paryskiej, za co z kolei ulica paryska zwała go „okrutnym karłem”. Starał się on przede wszystkim o szybką spłatę 5 miliardów kontrybucji wojennej, od której Niemcy uzależnili wycofanie swych wojsk okupacyjnych z Francji. Udało mu się to, dzięki znacznemu podniesieniu podatków pośrednich i podatku gruntowego.
Mimo licznych prób wskrzeszenia monarchii, nie udawało się tego dokonać wobec sporów wśród jej zwolenników. Republika więc trwała, a nawet rozwijała się pomyślnie, czemu sprzyjał długi okres pokoju, trwający do 1914 roku. W 1875 roku uchwalona została nowa konstytucja, która znacznie umocniła władzę prezydenta, czyniąc zeń praktycznie monarchę bez korony. Mimo protestów prawicy „Marsylianka” stała się hymnem państwowym, a dzień zdobycia Bastylii 14 lipca świętem narodowym. Upowszechnione i rozbudowane zostało szkolnictwo wszystkich typów. Nastąpiła liberalizacja prasy i wydawnictw książkowych. Rozwinęło się ustawodawstwo socjalne. Utrzymujące się rządy prawicowe prowadziły politykę klerykalną, w związku z czym w reakcji na Komunę Paryską rozpoczęto w 1876 roku budowę wielkiej, białej bazyliki Sacré-Cœur na wzgórzu Montmartre w Paryżu, gdzie zaczął się ruch komunardów.
W latach 1880–1914 produkcja przemysłowa podwoiła się i przekroczyła połowę produkcji globalnej Francji, która stała się w ten sposób państwem przemysłowo-rolniczym. Rozwinęły się stare i powstały nowe gałęzie przemysłu: górnictwa węglowego, czarnej metalurgii, aluminium, samochodowy, tekstylny, nawozów sztucznych, kinematograficzny i inne. Sieć kolejowa we Francji osiągnęła 50 tysięcy kilometrów długości. Spektakularnym obrazem gospodarczego rozwoju Francji były wystawy światowe, urządzone w Paryżu w 1889 roku, w stulecie Wielkiej Rewolucji Francuskiej, oraz w 1900 roku. Po pierwszej w Paryżu pozostała ponad 300-metrowej wysokości stalowa, ażurowa wieża zaprojektowana przez Gustave’a Eiffela, druga ściągnęła rekordową liczbę ponad 50 milionów zwiedzających. Podczas jej trwania odbyły się II Letnie Igrzyska Olimpijskie i nastąpiło uruchomienie pierwszej linii metra paryskiego, liczącego 16 stacji. Ostatnie dziesięciolecia we Francji przed I wojną światową to Belle époque („Piękna epoka”). Kwitło życie artystyczne, w sztuce zapanowały impresjonizm i secesja, w 1895 roku narodziło się kino, a prasa awansowała do roli masowego medium. Przykładem znaczenia prasy była tzw. afera Dreyfusa, która przez 10 lat angażowała emocje Francuzów. Afera ta wpłynęła na ukształtowanie nowego układu politycznego, który współtworzyły: blok lewicy, skupiający różne ugrupowania, od republikańskich radykałów po socjalistów, oraz blok prawicy (Action Française).
W czasach III Republiki, Francja utrwaliła swe władztwo kolonialne w Algierii, Maroku, Tunezji i na Madagaskarze, a także rozszerzyła swe kolonie o Francuską Afrykę Równikową i Zachodnią, Mauretanię, Senegal i Kongo (francuskie) w Afryce oraz o Północny Wietnam, Laos i Kambodżę w Indochinach. Gdy w 1904 roku Francja zaakceptowała włączenie Państwa Kościelnego do Królestwa Włoch i ustanowienie Rzymu jego stolicą, nastąpiło zerwanie stosunków z papiestwem. Spór zakończył się zniesieniem konkordatu, pełnym rozdziałem Kościoła od państwa, dokonanym przyjęciem w 1905 roku odpowiedniej ustawy przez rządzący od sześciu lat blok lewicy, zlikwidowaniem subwencji państwowych dla Kościoła i upaństwowieniem jego majątku.
W polityce zagranicznej Francja związała się sojuszami z Rosją i Wielką Brytanią. Równocześnie od początku XX wieku narastała wrogość między Francją i Niemcami; oba państwa zawiązały wrogie sobie ugrupowania, odpowiednio: Trójporozumienie (Ententę) i Trójprzymierze państw centralnych, które rozpoczęły intensywny wyścig zbrojeń, co zaowocowało wybuchem I wojny światowej w 1914 roku.

### I wojna światowa (1914–1918)
Zwycięski udział w I wojnie światowej, okupiony 2 milionami poległych, przyniósł Francji zwrot Alzacji i Lotaryngii (utraconych po wojnie z Prusami) oraz terytoria mandatowe na Bliskim Wschodzie (Syria, Liban) i w Afryce (Kamerun, Togo).

### Międzywojnie (1918–1939)
W okresie międzywojennym w III Republice następowały częste zmiany prawicowych lub centroprawicowych rządów, przedzielane krótkimi okresami rządów lewicy (w latach 1924–1926 rząd tzw. kartelu lewicy, w latach 1936–1938 Frontu Ludowego). W latach 30. XX wieku Francja prowadziła politykę ustępstw wobec Niemiec, m.in. podpisując układ monachijski.

### II wojna światowa (1939–1940)
Po wybuchu II wojny światowej, 3 września 1939 roku, Francja wypowiedziała wojnę Niemcom, ale nie podjęła żadnych działań wojennych. Po klęsce w kampanii 1940 roku północna i zachodnia część Francji znalazła się pod niemiecką okupacją, a na reszcie terytorium władzę objął kolaboracyjny rząd Państwa Francuskiego marszałka Philippe’a Pétaina z siedzibą w Vichy. Oznaczało to faktyczny koniec III Republiki.

## Siły zbrojne
Francja była najmocniejszym militarnie państwem w Zachodniej Europie. Armia francuska liczyła w 1875 roku 490 000 żołnierzy. Wśród tylu żołnierzy służyło ponad 200 Polaków.